# 浅草九スタ
『浅草九スタ』（あさくさきゅうスタ）は、インターネット配信サービス・FRESH!で2018年4月9日から放送のレプロエンタテインメント独自のコンテンツ。スタジオ名。

## 概要
『浅草九スタ』は、レプロエンタテインメントが、2017年3月東京都台東区浅草に開業した劇場『浅草九劇』の横に開局。外から配信の様子を見ることができるほか、スタジオ内での観覧にも対応している。“公開巻き込み型エンタテインメントスタジオ”として、エンタテインメントやカルチャーを全世界に向けて発信する。
配信される番組は、FRESH!内の『浅草九スタチャンネル』で視聴することができる。本コンテンツで配信されるオリジナル番組や特番などの生配信が誰でも無料で視聴可能で、過去の配信を視聴するためには『浅草九スタチャンネル』の有料会員に登録する必要がある。

## 配信内容
- 月曜日：『放課後ウォンテッド！』[2]
  - 出演者 - 久間田琳加、青島妃菜、ほか
  - MC - ニューヨーク
  - 放送時間 - 16:00 - 18:00
- 火曜日：『#ASAKUSA VOICE』[3]
  - 出演者 - 各業界の「オトナゲスト」
  - 放送時間 - 16:00 - 18:00
- 水曜日：『浅草ジャイアントキッド』[4]
  - 出演者 - 劇団子供鉅人、ほか
  - 放送時間 - 16:00 - 18:00
- 木曜日：『浅草女子飲み46』[5]
  - 出演者 - 高田秋、大矢梨華子、碓井玲菜、ほか
  - 放送時間 - 16:00 - 18:00
- 金曜日：『ローファーズハイ!!』[6]
  - 出演者 - ローファーズハイ!!
  - 放送時間 - 18:00 - 20:00
- 特番[7]
  - 2018年4月14日 14:00 - 17:00
  - 浅草おび九LIVE!!『石井＆ユージのエンタテインメント渦巻き！！！』
  - 出演者：石井亮次（CBCアナウンサー）、ユージ、ほか
    - 「浅草九劇」の開業1周年を記念し、開局する浅草九スタから生配信。
    - ゴゴスマタッグがまさかの九スタに。ゲストパネラーに「浅草おび九LIVE!!」各曜日から出演タレントが登場し、これからのエンタテインメントについて語りあう超豪華な3時間。

## 交通
- 所在地： 東京都台東区浅草2-16-3
- アクセス
  - つくばエクスプレス　浅草駅A1番出口徒歩5分
  - 東京メトロ銀座線　浅草駅1番出口徒歩10分
  - 都営地下鉄浅草線　浅草駅A4番出口徒歩10分